# Rennerod
Rennerod (pronunciación en alemán: /ˈʁɛnəʁoːt/ⓘ) es una ciudad situada en el distrito de Westerwald, en el estado federado de Renania-Palatinado (Alemania). Tiene una población estimada, a mediados de 2023, de 4395 habitantes.
Está ubicado cerca de la orilla derecha del río Rin y de la orilla norte del río Lahn.